# Корниани, Джованбаттиста

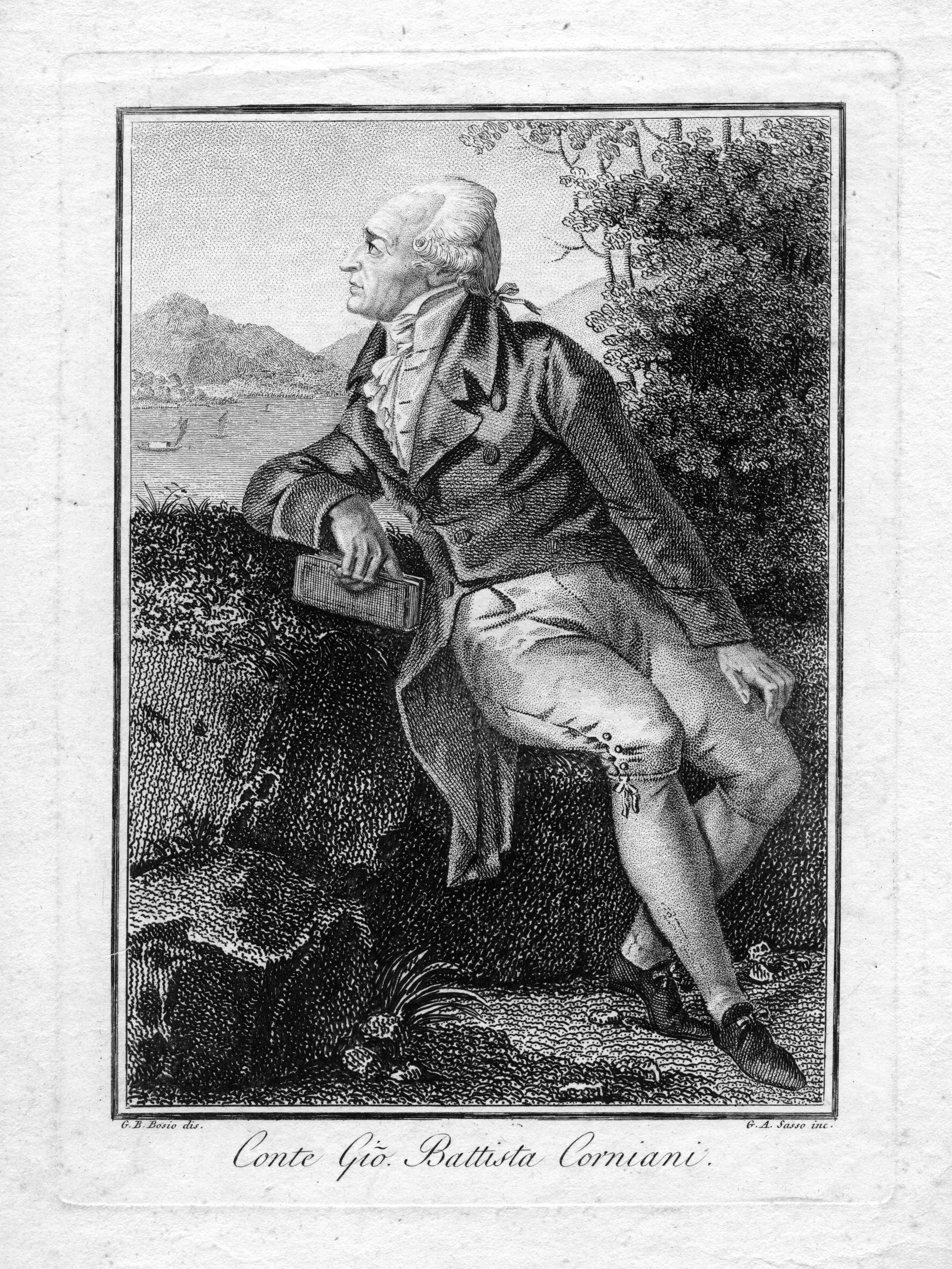

Джованбаттиста Корниани (итал. Giovan Battista Corniani; 18 февраля 1742, Ордзинуови — 13 ноября 1813, Брешиа) — итальянский юрист, драматург и историк литературы.
Изучал математику и право в Милане. Опубликовал монографию «О законодательстве относительно сельского хозяйства» (итал. Della legislazione relativamente all'agricoltura; 1777) и ряд других трудов о теоретических основах сельскохозяйственного производства, был консультантом итальянского и латинского переводов Кодекса Наполеона. Автор трагедий «Децемвират» (итал. Il decemvirato) и «Дарий в Вавилоне» (итал. Dario in Babilonia), комедий «Бракосочетание по моде» (итал. Matrimonio alla moda) и «Счастливый обман» (итал. L'inganno felice). Известность Корниани основана на его главном труде — историко-литературном: «Столетия итальянской литературы» (итал. I secoli della letteratura italiana; Брешиа, 1804—1813).

## Некоторые произведения
- О законодательстве в отношении сельского хозяйства — два дискурса (1777)
- Поэзия (1800, стихотворения, посвящённые Наполеону и другим деятелям эпохи)
- Ловкий обман (libretto)
- Модный брак (commedia)
- Дарий в Вавилоне (tragedia)
- История литературы Орчи Ново
- Столетия итальянской литературы после её Рисорджименто, с добавлениями Камилло Угони и Стефано Тикоззи и продолжено до наших дней под редакцией Ф. Предари. Турин: Помба, затем Турин: UTET, 1854-1856 .